# West, Texas
West este un oraș în comitatul McLennan, Texas, Statele Unite ale Americii. La recensământul din 2010, populația orașului a fost 2.674 de locuitori. Este numit după T.M. Vest, primul diriginte de poștă al orașului. În ciuda numelui său, West este situat în partea central-nordică a Texasului.

## Evenimentul tragic de la fabrica de îngrășăminte
Pe 17 aprilie 2013 la fabrică de îngrășăminte din oraș s-a produs o puternică explozie, soldată cu cel puțin 15 de morți și peste 160 de răniți.